# História da medicina cardiovascular

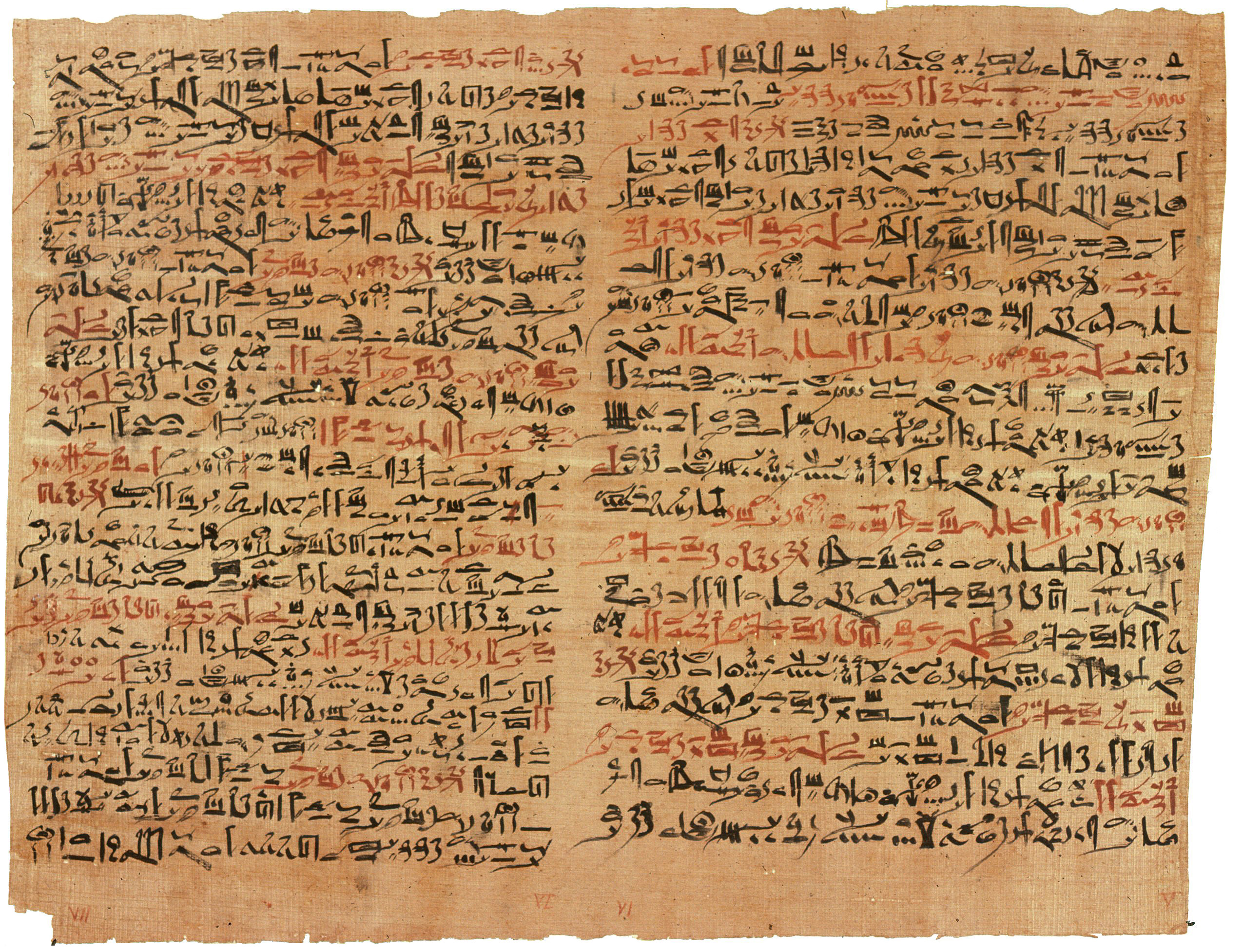
Painéis VI e VII do Papiro Edwin Smith, em exposição na Academia de Medicina de Nova Iorque.

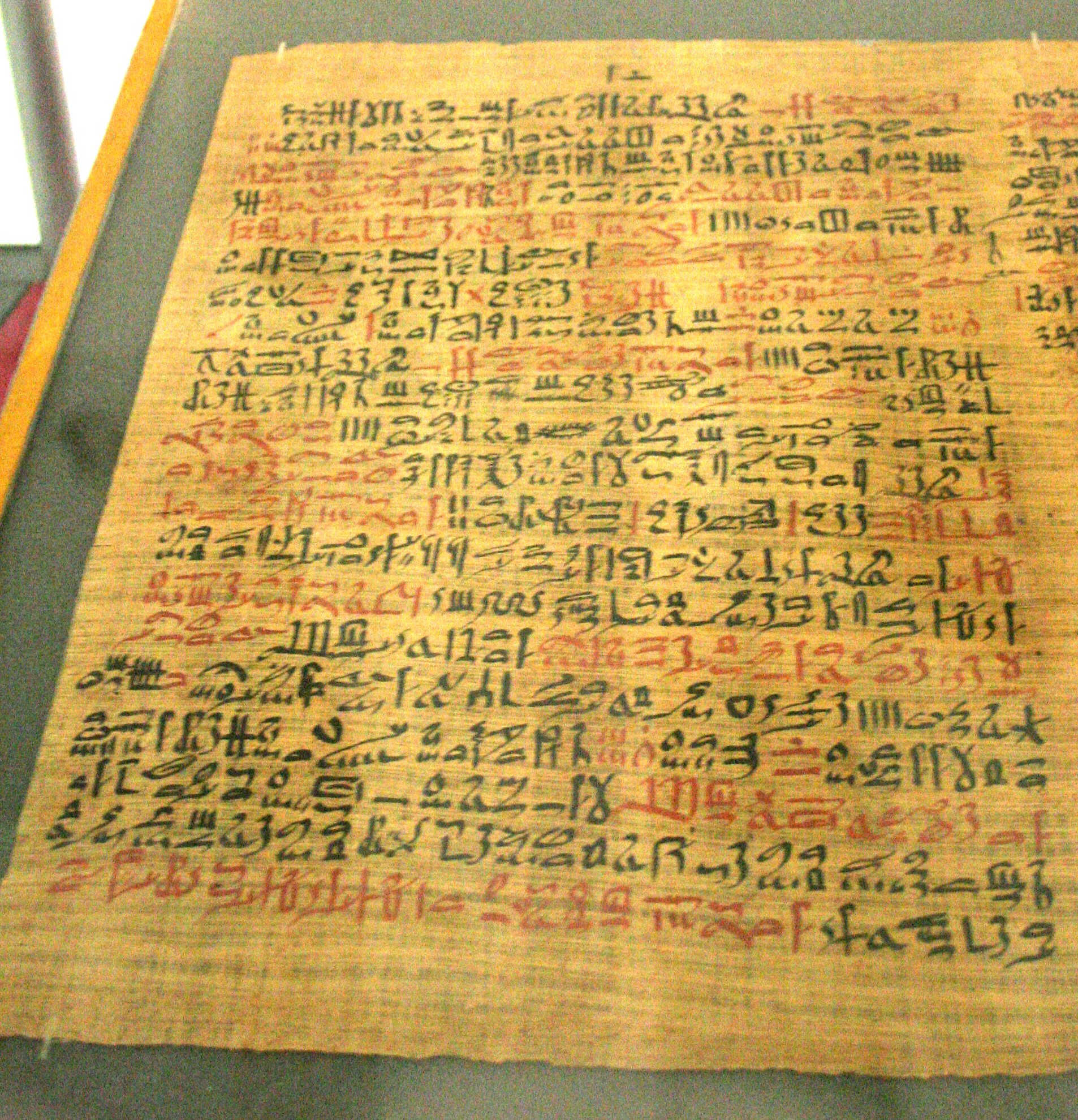
Papyrus Ebers

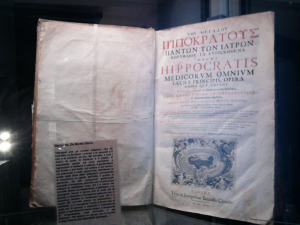
Hipócrates, "De morbo sacro"

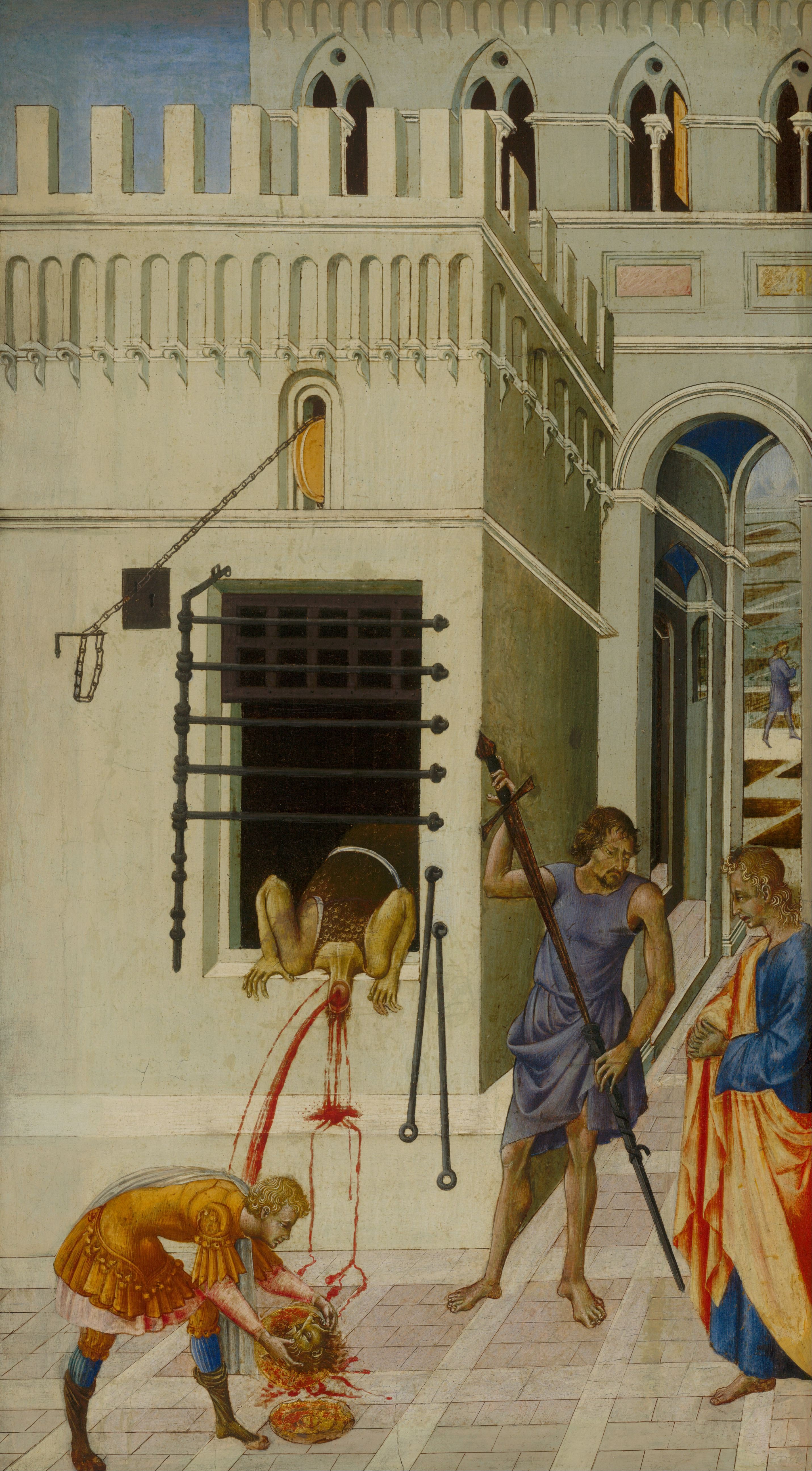
A decapitação de S. João Batista mostrando a diferença de velocidades dos jatos de sangue, por Giovanni di Paolo

Não se sabe que país foi o berço da arte de curar. Pensa-se que foi Egipto pois até Hipócrates foi estudar junto dos sábios egípcios. Porém Hipócrates já pertencia à descendência de Asclépio, o patrono ou o Deus grego da medicina, como o chamavam. Existe portanto a dúvida entre a Grécia e o Egipto. A documentação mais antiga descoberta pela arqueologia remonta ao ano 1600 a 1550 A.C. data provável dos mais antigos documentos conhecidos da medicina egípcia, o Papiro de Edwin Smith descoberto em Luxor pelo americano Edwin Smithe em 1862 e o papiro de Ebers, descoberto em 1873 por Georg Ebers (1837-1898) egiptólogo e romancista alemão. Enquanto que o Papiro de Edwin Smith contem relatos cirúrgicos, o de Ebers é sobretudo médico. Foram traduzidos pelo egiptólogo James Henry Breasted a quem foi confiado o papiro de Edwin Smith depois da morte deste.
Desde sempre o homem demonstrou a sua curiosidade em conhecer o movimento do coração e do sangue. Um líquido vermelho circulava no corpo humano sem que se soubesse de onde vinha nem para onde ia. Julgava-se que ele corria misturado com o ar. Um órgão pulsava no tórax e se parasse de pulsar o homem morria. Porém julgava-se que era a fonte do intelecto. Os estudos eram efetuados em animais mortos pois o estudo no corpo humano constituía profanação religiosa. Os cirurgiões, ao tratar os ferimentos e os embalsamadores do antigo Egipto tiveram oportunidade de estudar melhor o corpo humano quando preparavam as múmias, possivelmente uma das razões pelas quais se considera o Egipto como o berço da história da medicina.

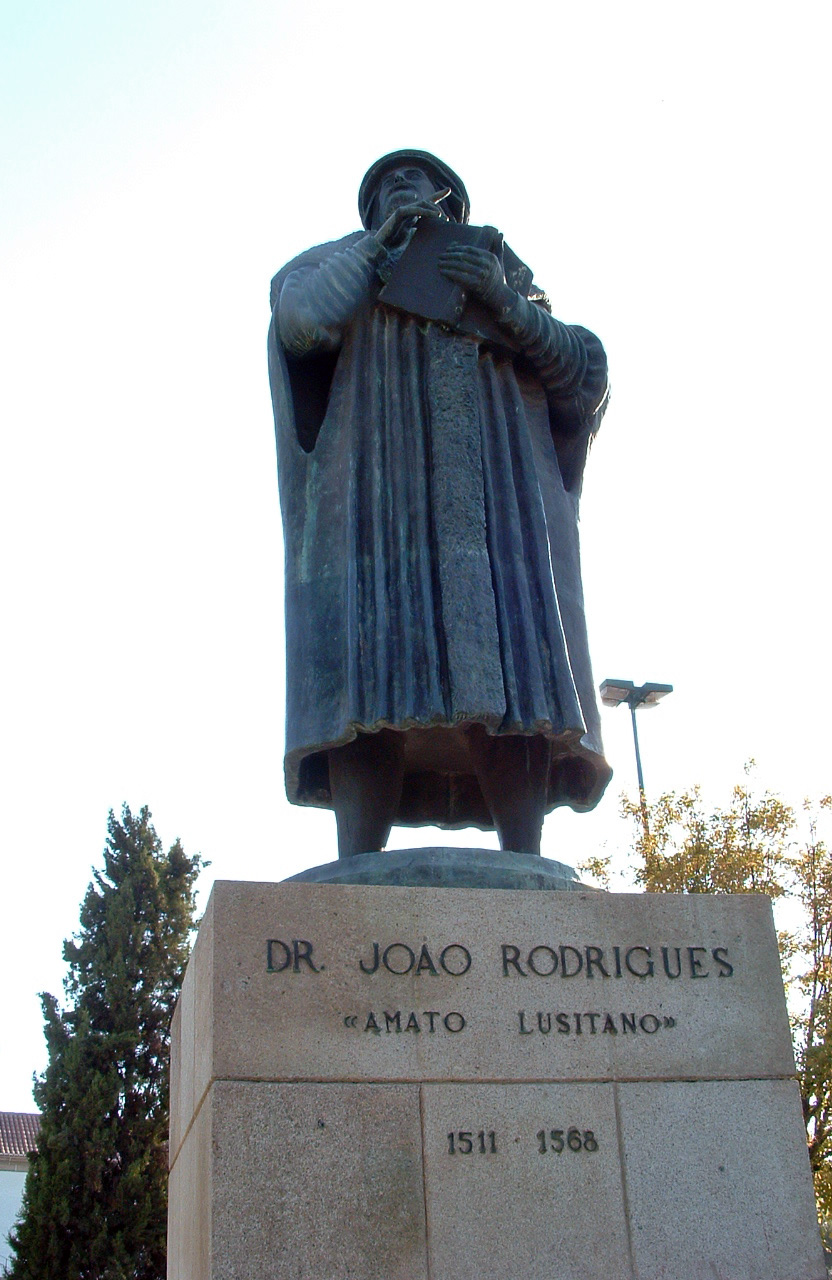
Estátua de João Rodrigues, Amato Lusitano, Um dos primeiro a descrever a circulação do sangue e a afirmar que as veias tinham vávulas

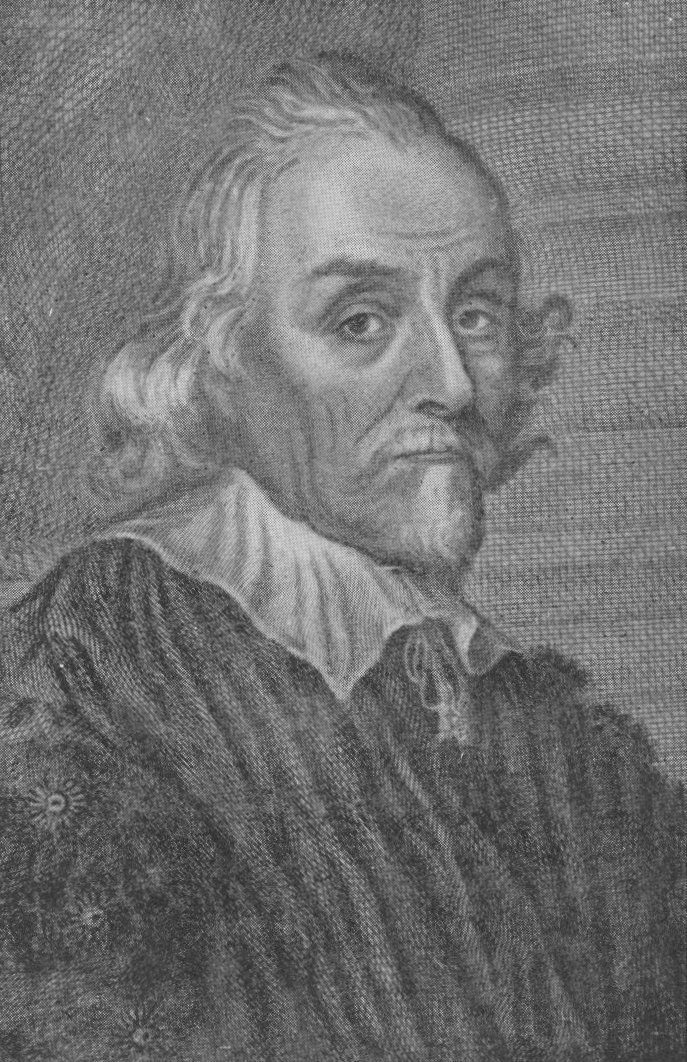
William Harvey descreveu a circulação sanguínea na obra De Motu Cordis

## Circulação do sangue
Os pintores fielmente tentavam reproduzir nas suas telas o que presenciavam durante acidentes, doenças e sobretudo execuções de condenados à morte. Foi deste modo que Giovanni di Paolo (1403-83) no seu quadro, A decapitação de São João o Baptista, pintou como três jatos de sangue jorravam a diferentes velocidades do pescoço decapitado do santo. Os mais antigos relatos sobre a circulação remontam às descrições encontradas no Papiro de Ebers (século XVI AC).

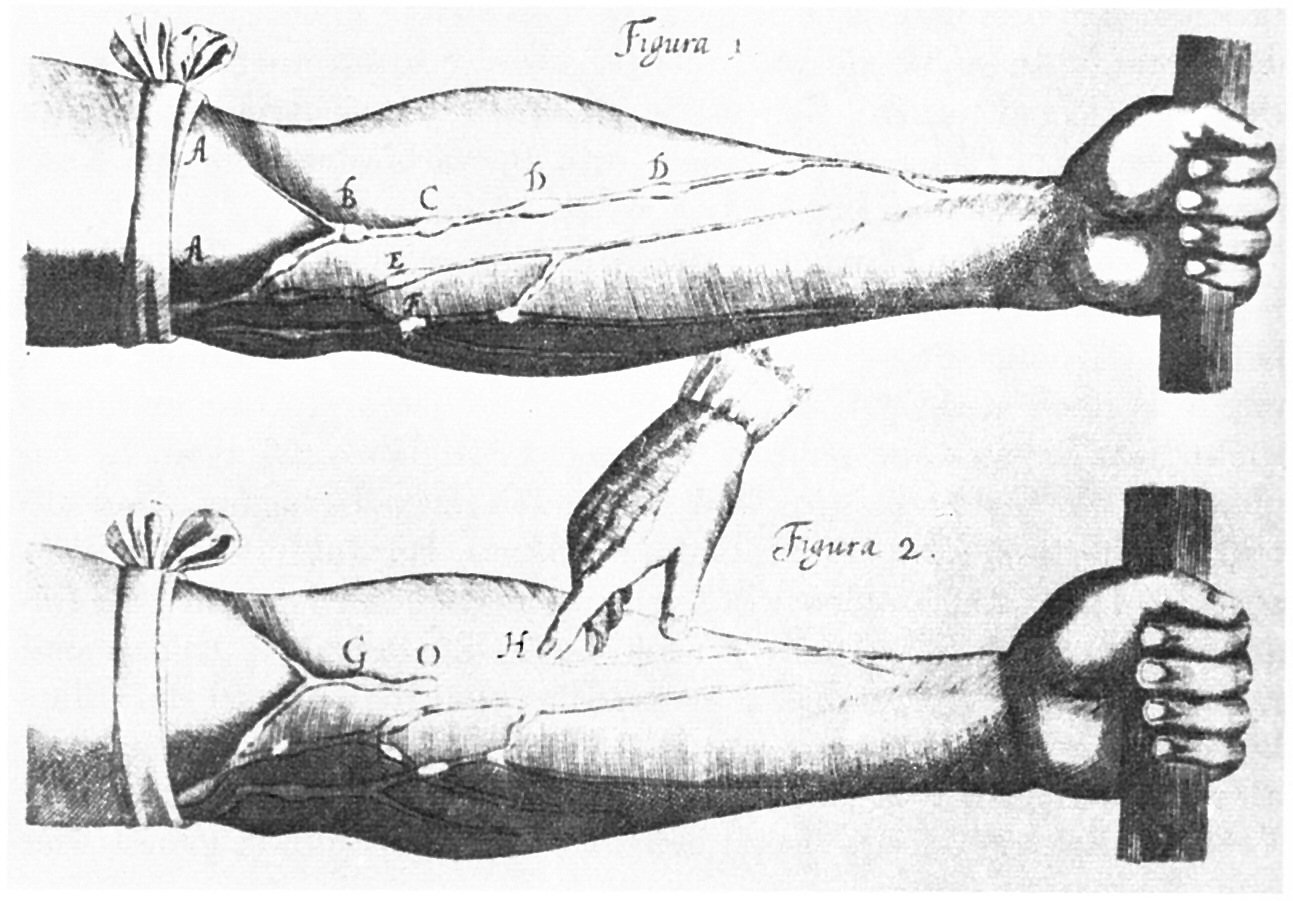
Gravura da Exercitatio Anatomica de Motu Cordis et Sanguinis in Animalibus de William Harvey

Posteriormente, Herophilus e seu discípulo Erasistratus, no século IV AC.  distinguem as artérias das veias porque elas pulsam. Mas como no cadáver elas se apresentavam vazias eles deduziram que continham ar e quando cortadas sagravam porque o ar ao sair da artéria era substituído pelo sangue que chegava por pequenos vasos entre as artérias e as veias (é a primeira descrição dos capilares)
Mais tarde, os textos de Caio Plínio Segundo, um escritor romano que viveu entre os anos 79-23 AC., mostram a grande confusão que ainda persistia ... Assim Plínio dizia "as artérias não têm sensibilidade, nem contêm sangue e nem mesmo o sopro da vida e quando são cortadas só a parte do corpo que lhes diz respeito fica paralisada... as veias espalham-se sob a pele terminando em finos canais, estreitando cada vez mais até um calibre diminuto por onde o sangue não pode passar mas somente uma mistura  em inúmeras pequenas gotas chamada suor"...
O conhecimento da circulação começa a ser mais coerente na Grécia antiga com os escritos de Hipócrates.
No século II DC, o físico grego Galeno descobre que os vasos sanguíneos contém sangue, identifica o venoso (vermelho escuro) e o arterial (mais claro e mais fluido), cada um deles com funções separadas e diferentes. O crescimento e a energia são para ele derivados do sangue venoso criado no fígado a partir do quilo, enquanto o sangue arterial dá vitalidade por conter pneuma (ar) e é originado no coração. O sangue corre dos dois órgãos onde se forma para todas as partes do corpo onde é consumido e não há retorno ao coração ou ao fígado. O coração não bombeia o sangue, o movimento cardíaco aspira o sangue na diástole e o sangue move-se pela pulsação das próprias artérias. Galeno acreditava que o sangue arterial era criado pelo sangue venoso ao passar do ventrículo esquerdo para o direito através de 'poros' situados no septo interventricular, o ar passava dos pulmões pela artéria pulmonar para o lado esquerdo do coração. À medida que o sangue era criado formavam-se vapores que passavam para os pulmões também pela artéria pulmonar para serem exalados. Os seus registos anatómicos, baseados na disseção de macacos e porcos, permaneceu incontestável até 1543 quando as descrições e ilustrações de disseções humanas foram publicadas no trabalho De humani corporis fabrica por Andreas Vesalius onde a teoria fisiológica de Galeno foi adaptada às novas observações.
A teoria de Galeno sobre a Fisiologia humana do Sistema circulatório manteve-se até 1551 quando o Doutor Amato Lusitano (João Rodrigues de Castelo Branco, 1511-1568), médico português, descreveu a circulação do sangue na sua obra em 7 volumes Curationum Medicinalium Centuriæ Septem em 1551 e pela primeira vez afirmou que as veias tinham válvulas. Esta descoberta veio contrariar o que estava admitido desde Galeno de que o sangue saía do coração tanto pelas artérias como pelas veias. Isto baseava-se no facto de que as redes arterial e venosa se tornam cada vez mais finas à medida que se afastam do coração e acreditava-se que estas redes não conetavam entre si. O microscópio ainda não tinha sido inventado e os capilares não podiam ser vistos.
Em 1628 William Harvey (1578-1657) publica o seu De motu cordis e fica na história como sendo o primeiro a descrever a circulação do sangue, estabelecendo que o sangue circula porque coração se comporta como uma bomba.
A circulação pulmonar foi descrita pela primeira vez por Ibn al-Nafis no seu Commentary on Anatomy in Avicenna's Canon (1242) e também por Michael Servetus no "Manuscript of Paris",

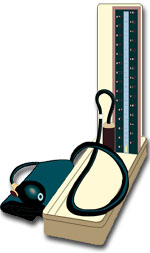
Esfigmomanómetro de mercúrio

## A pressão arterial

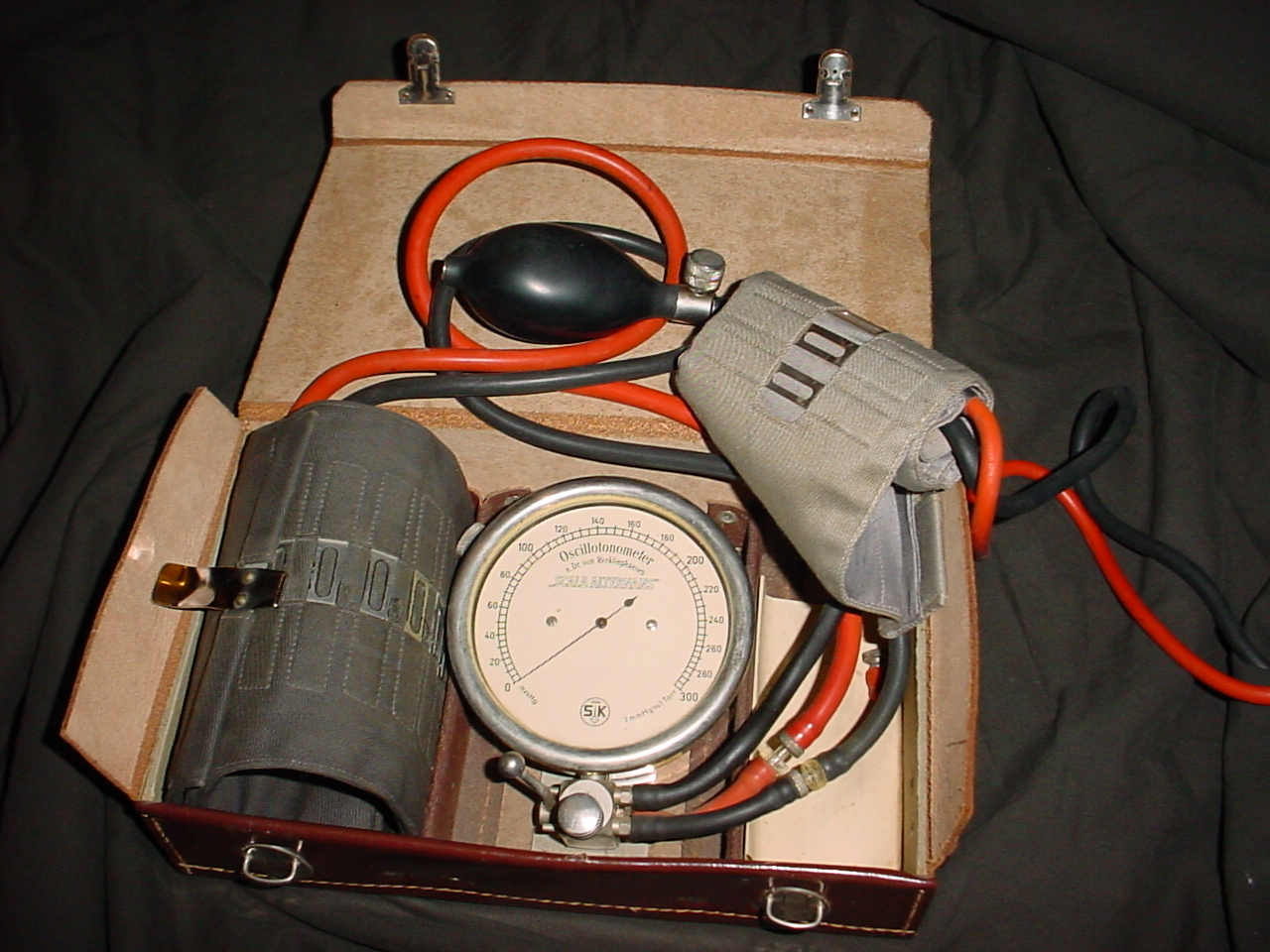
Oscilomanómetro de Von Recklinghausen com braçadeira de adulto e infantil

A descoberta da circulação do sangue despoletou todo o conhecimento posterior e a medição da pressão do sangue tornou-se uma necessidade. Já se sabia que ele jorrava a diferentes velocidades quando uma veia ou uma artéria eram seccionadas. Mas faltava saber como funcionavam e como funcionava o coração. Foi Young, médico noSt. George Hospital, autor da teoria ondulatória da luz e tradutor da Rosetta Stone, que publicou um dos primeiros escritos sobre a pressão arterial. A "doença do pulso rígido" como lhe chamavam conduzia a lesões graves e letais nos órgãos, que eles detetavam nas inúmeras autópsias efetuadas. Faz-se luz quando o físico francês Jean Léonard Marie Poiseuille inventou o manómetro de mercúrio.